# Никоново (Воронежская область)
Никоново — село в Верхнехавском районе Воронежской области.
Входит в состав Парижскокоммунского сельского поселения.

## География
Площадь — 439,33 га; расстояние от областного центра — города Воронежа — 41 км; расстояние от районного центра — села Верхняя Хава — 37 км. Село состоит из 5 улиц :
- Улица Весёлая
- Улица Красноармейская
- Улица Максима Горького
- Улица Молодёжная
- Улица Некрасова

## История[3]
Никоново – одно из старейших сёл бывшего Воронежского уезда. Его основали служилые люди, защищавшие русскую землю от набегов кочевников.

### Никоново в XVI веке.
«Деревня Никонова» образовалась около 1590 г., а её первопоселенца звали Никоном. В разные годы Никоново называлось различно. Одно из самых старых его названий – Алтухово. Оно образовано от фамилии детей боярских Алтуховых, потомки которых до сих пор живут в селе. Эта фамилия, самая распространённая в Никоново, происходит от христианского имени «Евтихий» (по-народному – Овтух).

### Никоново в XVII веке.
В начале XVII века в Никоново жили полковые казаки и закреплённые за ними бобыли – безземельные крестьяне. Фамилии этих казаков – Смагин, Мещеринов, Медведев, Бурков, Сапкиреев, Кепрашев, Кузьмин, Максимов, Медведецкий, Струков, Баранов и Хрыков. У большинства бобылей фамилий ещё не было, записывались только их отчества. Потом казаки покинули село. В старину в Никоново существовала церковь во имя Архидиакона Стефана, от которой не осталось следов; жители уже не помнят её. Она была деревянной, клетской постройки, с приделом Преподобного Алексия, человека Божия. С церковью связаны никоновские фамилии Попов и Пономарёв. В архивах можно найти документы, где упоминается «поп Василий Иванов сын Попов». Набег крымских татар, как указано на школьном стенде, в 1675 г. разорил Никоново, но оно восстановилось. Село не было уничтожено полностью, об этом говорят фамилии, сохранившиеся с давних времён до наших дней: пономарь Воробей, вероятно, был предком жителей с уличной фамилией Воробьёвы; бобыль Болдырь – Болдыревых (официальная фамилия); бобыль Кузнец – Кузнецовых; крестьянин Солодовник – Солодовниковых, Богатырь – Богатырёвых; Прибытковы, Перелыгины, Богдановы, Свиридовы тоже проживали в Никоново ещё 369 лет назад.

### Коллективизация.
В 1928 г. в селе образовался колхоз имени Жданова, председателем которого был С.И. Алтухов. Позже хозяйство перешло в совхоз «Парижская Коммуна»

## Население
| 1859 | 1897 | 2000 | 2005 | 2010 |
| ---- | ---- | ---- | ---- | ---- |
| 538  | ↗643 | ↗713 | ↘557 | ↘548 |

## Инфраструктура
Жители здесь занимаются сельским хозяйством. Село газифицировано, ждет проведения водопровода и ремонта дорог. На территории села расположен санаторий «Углянец» с источником природной минеральной воды.

## Достопримечательности
Недалеко от села есть святой источник, который жители называют Святым Колодцем.